# نصرت أباد (نظر أباد)
نصرت‌ أباد هي قرية في مقاطعة نظر أباد، إيران. عدد سكان هذه القرية هو 58 في سنة 2006.